# 塞西利奧巴埃斯

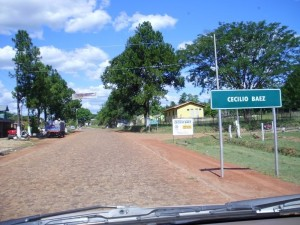

塞西利奧巴埃斯（西班牙語：Doctor Cecilio Báez），是巴拉圭的城鎮，位於該國東部，由卡瓜蘇省負責管轄，始建於1955年6月23日，得名于20世纪初的总统塞西利奥·巴埃斯；距離亞松森200公里，面積905平方公里，人口9,100，人口密度每平方公里10.06人。